# Пикочен канал
Пикочният канал, още уретра (на латински: urethra), представлява отходен канал, през който става извеждането извън тялото на урината от пикочния мехур. И в двата пола уретрата е част от отделителната система, като при мъжете е част и от половата система, тъй като провежда спермата.
При мъжете пикочният канал има дължина 20 – 22 cm, което е предпоставка за по-продължителното и болезнено изхвърляне на бъбречни камъни, а при жените е 3 – 5 cm, което е предпоставка за навлизането на инфекциозни агенти.